# 阿恰诺

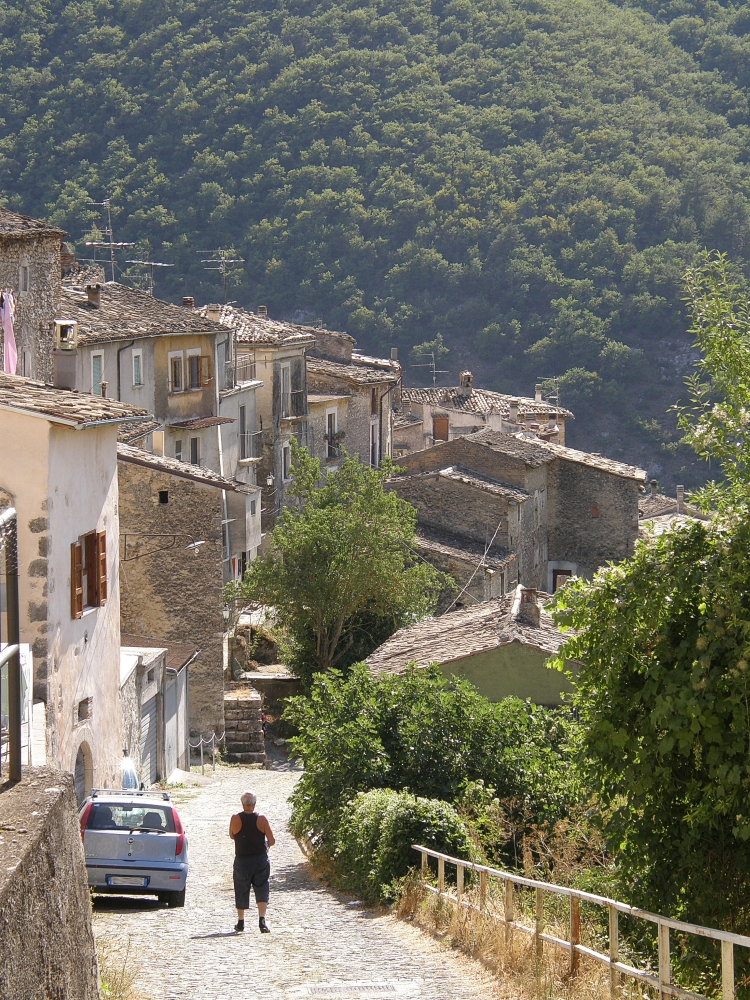
阿恰诺

阿恰诺（義大利語：Acciano）是意大利阿布鲁佐大区拉奎拉省的一个市镇，面积32.34平方公里，人口396人（2005年）。它离罗马东南152公里，拉奎拉东南39公里。

## 地理

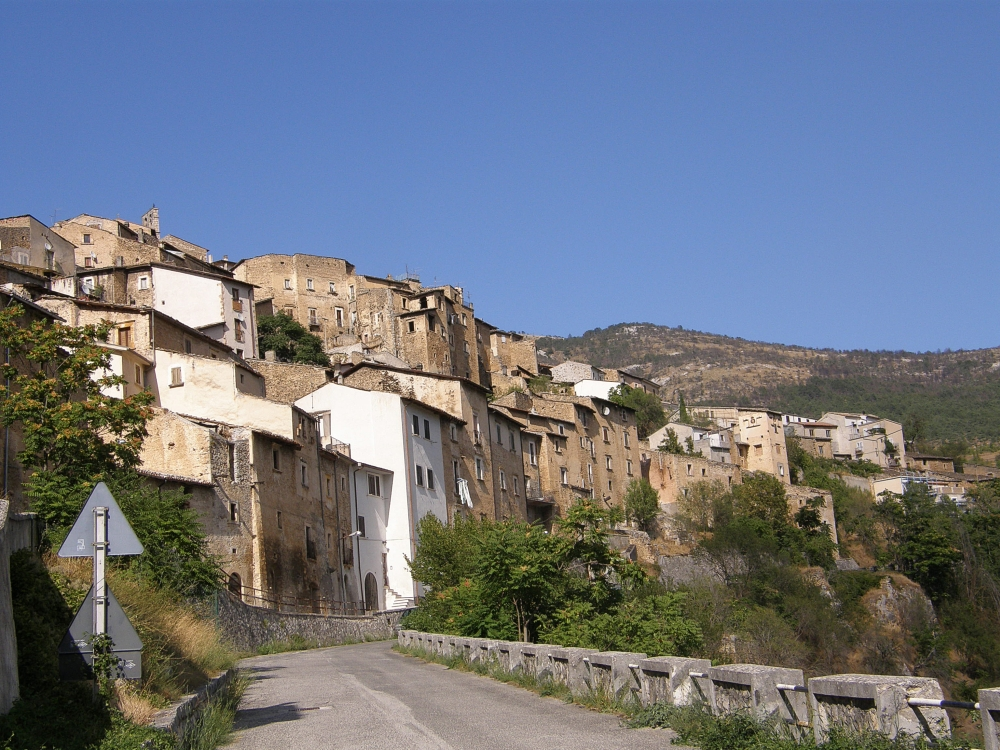
阿恰诺

阿恰诺位于阿泰尔诺谷中的一座小丘上。整个镇位于一个地区公园内。

## 交通
阿恰诺与外界通过一条公路和两个火车站连接。

## 历史
7世纪在民族大迁徙的时代在今天的阿恰诺形成了最早的有防御设施的村庄。至今部分这些防御设施还可见。

## 人口发展
| 年     | 1861年  | 1881年  | 1901年  | 1921年  | 1936年  | 1951年  | 1971年 | 1991年 | 2001年 |
| 居民数 | 2,098人 | 2,228人 | 2,317人 | 2,179人 | 1,906人 | 1,703人 | 991人  | 538人  | 401人  |

来源：意大利国家统计局

## 政治
2004年6月当任市长。